# Автобан A70 (Німеччина)
Федеральний автобан A70 (A70, нім. Bundesautobahn 70) також називається Майнталавтобан (нім. Maintalautobahn)  — це автобан, який служить додатковим сполученням із заходу на схід від автобану 7 біля Швайнфурта через Бамберг до автобану 9 біля Байройта. Він є частиною Європейського маршруту 48 і має протяжність 120 кілометрів. A70 був створений у 1981 році з модернізованих федеральних трас 26 (нова) і 505.

## Обсяг трафіку
Після возз'єднання Німеччини в 1990 році маршрут, який спочатку планувався як під'їзна автомагістраль до північної Баварії, перетворився на важливий додатковий маршрут для руху до Тюрингії та Саксонії у напрямку схід-захід. Разом із автобаном 73 між Ерлангеном і Бамбергом A70 є великомасштабним маршрутом для полегшення маршрутів Нюрнберг-Фульда і Нюрнберг-Байройт. При необхідності стрілки об’їзду помаранчевого кольору вказують маршрут.
Лічильник руху на розв'язці Байройт/Кульмбах реєстрував 7500 транспортних засобів на день у 1978 році, близько 22 000 у 2005 році та близько 25 000 у 2018 році. Після підключення A71 17 грудня 2005 року в районі Швайнфурта в 2015 році очікувалося 60 000 автомобілів на день і 45 000 на розв'язці автобану Швайнфурт/Вернек.

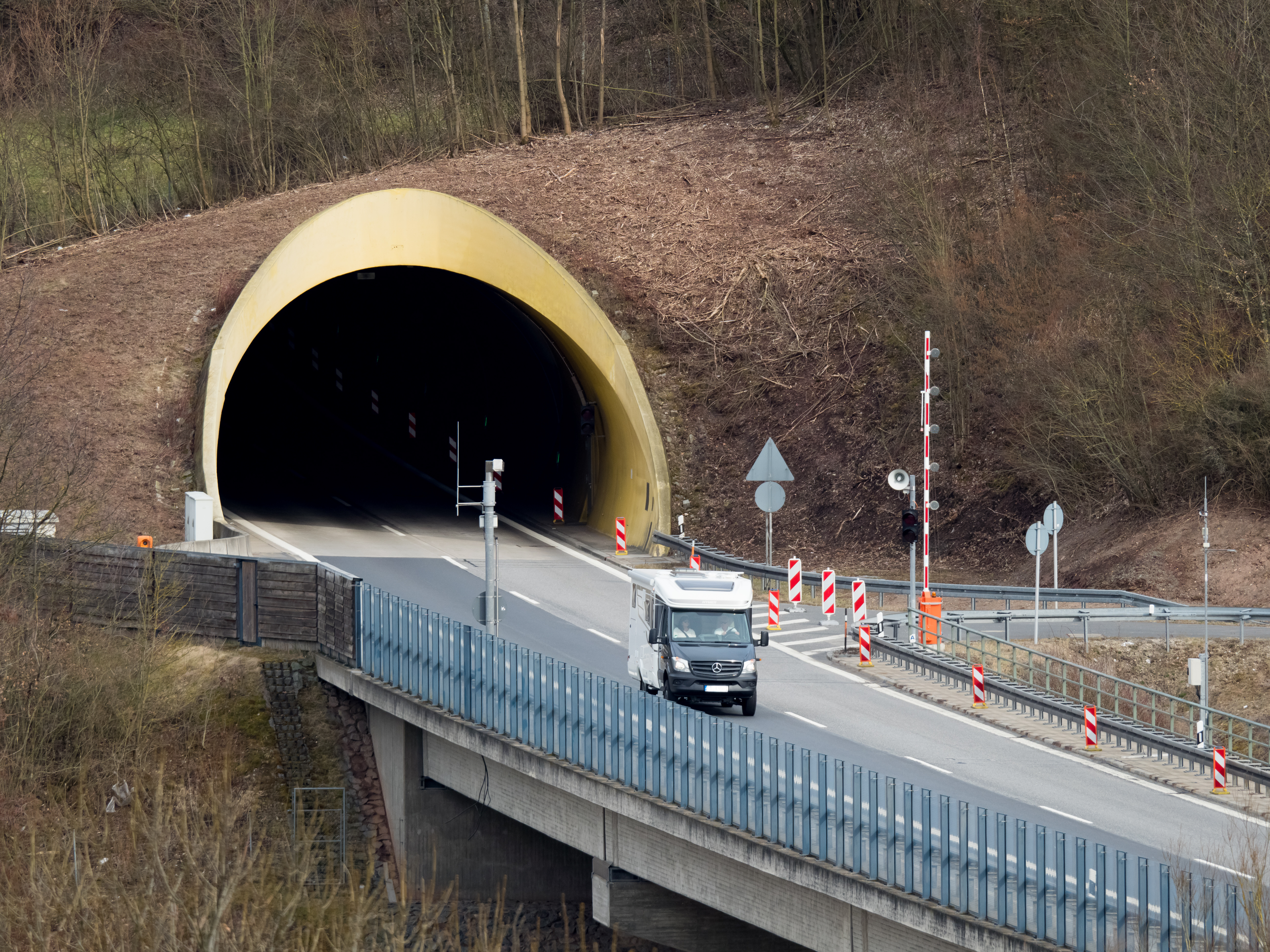
A 70 через тунель Чорна Гора.